# Contea di Schuyler (New York)
La contea di Schuyler, in inglese Schuyler County, è una contea situata nell'area occidentale dello Stato di New York negli Stati Uniti. Il capoluogo è Watkins Glen.

## Geografia fisica
La contea si trova nel sud-ovest dello Stato. Il territorio è collinare e montuoso. Nell'area centro-settentrionale è situato il ramo meridionale del lago Seneca. All'estremità meridionale del lago è posta la cittadina di Watkins Glen, che funge da capoluogo di contea. Al confine occidentale è situato il lago Waneta.

### Contee confinanti
- Contea di Seneca - nord-est
- Contea di Tompkins - est
- Contea di Chemung - sud
- Contea di Steuben - ovest
- Contea di Yates - nord-ovest

## Storia
I primi abitanti del territorio della contea furono i nativi di lingua irochese. Quando fuistituita la Provincia di New York nel 1683, l'area dell'attuale contea faceva parte della contea di Albany. La contea fu istituita nel 1854 unendo territori che fino ad allora avevano fatto parte delle contee di Steuben, Chemung e Tompkins. Ricevette il nome in onore del generale dell'esercito americano Philip Schuyler.

## Comuni
| - Burdett - village - Catharine - town - Cayuta - town - Dix - town - Hector - town - Montour - town - Montour Falls - village - Odessa - village - Orange - town - Reading - town - Tyrone - town - Watkins Glen - village |